# 亞納丘庫山
13°10′02″S 74°54′49″W / 13.16722°S 74.91361°W
亞納丘庫山（Yana Chuku），是秘魯的山峰，位於該國中南部萬卡韋利卡大區，由利爾凱區和瓦喬科爾帕區負責管轄，屬於安地斯山脈的一部分，海拔高度5,058米。